# Kollegah
 (avril 2025).
Kollegah, de son vrai nom Felix Blume, né le 3 août 1984 à Friedberg, Hesse, est un rappeur allemand. Il est très connu pour la structure complexe des rimes, son talent pour le double-time, ses boutades et ses jeux de mots. L'album JBG 2 compte 80 000 exemplaires vendus dans la première semaine en 2013, et l'album King (2014) est certifié disque d'or en moins de 24 heures.

## Biographie

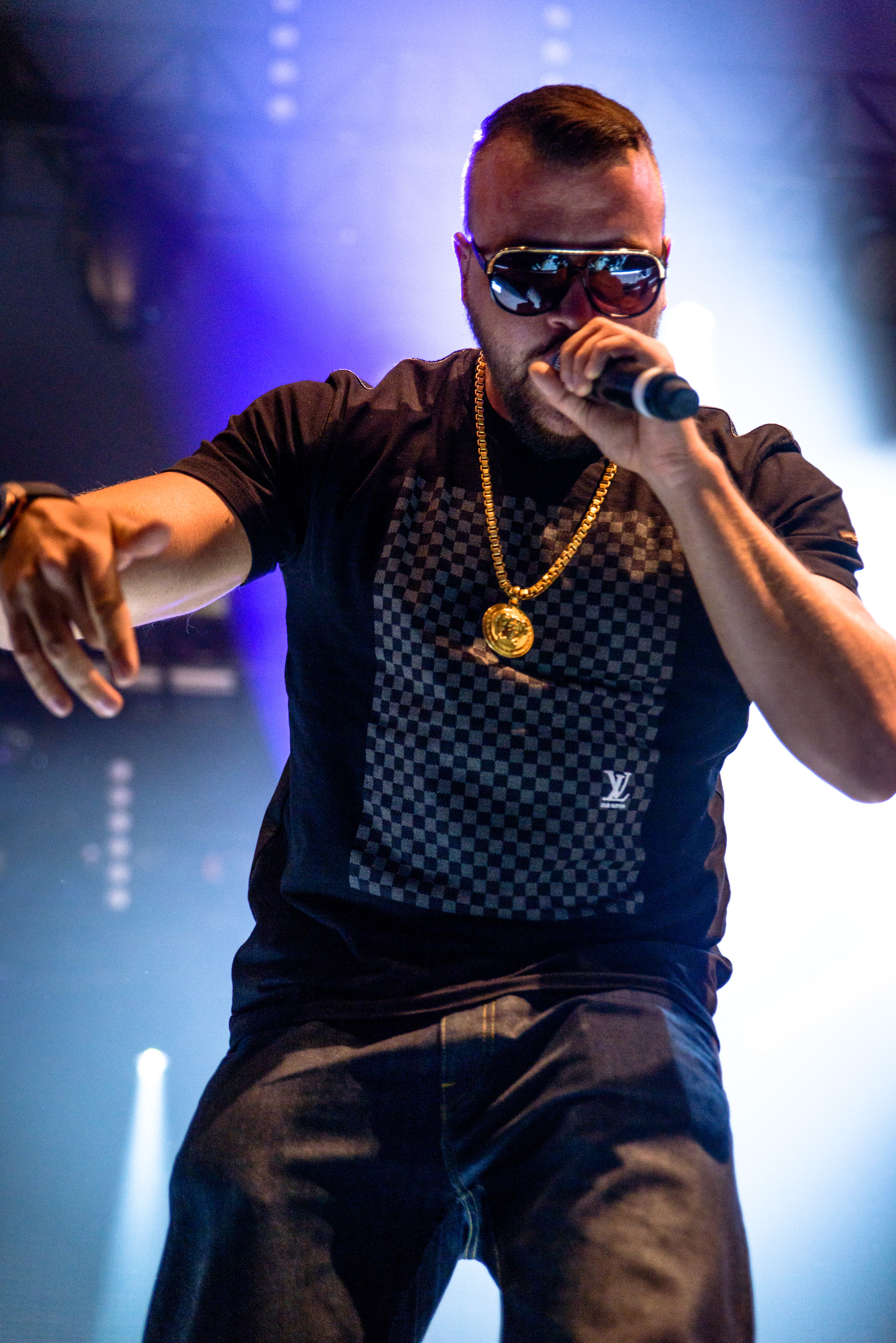
Kollegah sur scène à Munich, en 2015.

Felix Blume a une mère allemande, et un père canadien qui l'a abandonné. Il grandit à Simmern, où il obtient l'abitur en 2004, puis étudie le droit à l'université Johannes Gutenberg de Mayence. Il prend le nom de Kollegah en hommage à son beau-père d'origine algérienne, et fait de nombreuses battles. À son contact, il prend connaissance de l'islam, s'intéresse vivement à cette religion et se convertit à l'âge de 15 ans. Il s'exerce un temps comme traducteur et traduit en anglais et en allemand en 2003 Mort - Résurrection - Enfer, un livre d'Adnan Oktar, auteur controversé pour ses idées créationnistes.
Après avoir arrêté cette activité, il commence à rapper sous le nom de T.O.N.I. et participe à un concours de rap organisé à Hambourg. De décembre 2004 à mai 2005, il participe au site web Reimliga Battle Arena. On lui attribue 11 battles sur 14 et se fait un nom. Il signe un contrat avec le label Selfmade Records et publie plusieurs mixtapes où il expose son style gangsta rap. En 2006, son concert au Splash Festival est très critiqué,. Il explique avoir été pris au dépourvu et que c'était son premier grand concert.
En septembre 2007, il publie son premier album Alphagene. Cependant, sa sortie est ensuite repoussée à cause de son procès pour détention d'amphétamine et de cocaïne à Bad Kreuznach, d'où il sort condamné. En octobre 2007, un clip est diffusé pour la première fois dans l'émission Urban TRL de MTV Allemagne. Il fait partie de la bande originale du film Nachtspuren.
Le 29 août 2008, Kollegah sort son second album qui porte son nom. En 2009, il publie également avec Farid Bang l'album Jung, brutal, gutaussehend. En octobre 2011, le troisième album Bossaura atteint la cinquième place des ventes en Allemagne. En 2013, Kollegah et Farid Band signent Jung, brutal, gutaussehend 2 qui atteint la première place. Kollegah réapparait en 2014 avec son album King, un très grand succès avec plus de 307 500 ventes en Allemagne, en Autriche, et en Suisse,. 
Le 23 octobre 2015, il publie la chanson Genozid. Son nouvel album Zuhältertapes est publié fin 2015 et atteint les classements musicaux allemands. En mars 2016, Kollegah fonde son propre label, Empire Alphamusic. Il y signe le rappeur Seyed où il publie Engel mit der AK le 3 juin 2016.

## Discographie
- 2005 : Zuhältertape (X-Mas Edition)
- 2007 : Alphagene
- 2008 : Kollegah
- 2009 : Jung, brutal, gutaussehend (avec Farid Bang)
- 2009 : Zuhältertape Volume 3
- 2010 : Hoodtape Volume 1
- 2010 : Hoodtape Volume 1 X-Mas Edition
- 2011 : Bossaura
- 2013 : Jung, brutal, gutaussehend 2 (avec Farid Bang)
- 2014 : King
- 2015 : Zuhältertape Volume 4
- 2016 : Imperator
- 2017 : Jung, Brutal, Gutaussehend 3 (avec Farid Bang)
- 2018 : Monument
- 2019 : Alphagene II
- 2021 : Natural Born Killas (avec Asche)